# Goldfield (Colorado)
Goldfield es un lugar designado por el censo ubicado en el condado de Teller en el estado estadounidense de Colorado. En el Censo de 2010 tenía una población de 49 habitantes y una densidad poblacional de 134,18 personas por km².

## Geografía
Goldfield se encuentra ubicado en las coordenadas 38°43′4″N 105°7′31″O / 38.71778, -105.12528. Según la Oficina del Censo de los Estados Unidos, Goldfield tiene una superficie total de 0.37 km², de la cual 0.37 km² corresponden a tierra firme y (0%) 0 km² es agua.

## Demografía
Según el censo de 2010, había 49 personas residiendo en Goldfield. La densidad de población era de 134,18 hab./km². De los 49 habitantes, Goldfield estaba compuesto por el 91.84% blancos, el 0% eran afroamericanos, el 0% eran amerindios, el 0% eran asiáticos, el 0% eran isleños del Pacífico, el 4.08% eran de otras razas y el 4.08% pertenecían a dos o más razas. Del total de la población el 2.04% eran hispanos o latinos de cualquier raza.